# کان لیهی
کان لیهی (انگلیسی: Con Leahy; ۲۷ آوریل ۱۸۷۶ – ۱۸ دسامبر ۱۹۲۱) ورزشکار پرش ارتفاع و پرش سه‌گام اهل بریتانیا بود.
وی در مسابقات کشوری و بین‌المللی در مجموع برندهٔ ۱ مدال طلا، ۲ مدال نقره شده‌است.